# 大ドイツ主義
大ドイツ主義（だいドイツしゅぎ、独: Großdeutsche Lösung）は、1848年のフランクフルト国民議会で討議されたドイツ統一の一方針である。フランクフルト国民議会は最終的に頓挫し、後にプロイセン王国が主導権を握った小ドイツ主義によってドイツは統一された。

## 両派対立
フランクフルト国民議会で、ドイツ統一を巡る方針として、主に二つの選択肢があった。オーストリアに住むドイツ人を含め統一を目指す「大ドイツ主義」オーストリアに住むドイツ人を含めないで統一を目指す「小ドイツ主義」である。当初のこの両主義に大差はなかった。ドイツ人あるいはドイツ系の居住地を含めて統一国家を建設するという考えでは、一致していたからである。国民議会では、この大ドイツ主義の統一方針が圧倒的に支持されていた。しかしオーストリア政府は、ハンガリー人をはじめとする非ドイツ系諸民族を包含する多民族国家であり、ドイツ人のみの統一国家を造ることは、非ドイツ人居住地との分断を招くとして、強く反対した。この方針が採用されれば、「オーストリア帝国」という概念が揺らぐことになる。それは帝国の解体を意味した。
結果的にフランクフルト国民議会では、小ドイツ主義の側が採られ、そのもとでドイツ憲法案が作成された。しかし、小ドイツ主義でドイツを統一しようにも大・小両主義に関わらずドイツの統一を良しとしないオーストリアの反対に対抗する必要があった。そのため、フランクフルト国民議会は、当時ドイツ勢力の中で唯一オーストリアに対抗できる勢力と考えられていたプロイセンの王フリードリヒ＝ヴィルヘルム４世がドイツ国家の王となることでドイツ人が統一することをプロイセンに提案するもヴィルヘルム４世はそれを拒否する。そこで、フランクフルト国民議会は解散。
その後、プロイセン王ヴィルヘルム１世のとき、宰相ビスマルクの「鉄血演説」により、ドイツ統一の機運は高まりを見せる。それに、反発したオーストリアとプロイセン＝オーストリア戦争となるも７日間とういう短期間でプロイセン側の勝利。プロイセンを中心とした北ドイツ連邦が発足する。これにより、初めに北ドイツの統合が達成されるも南ドイツは統一に至らないままであった。南ドイツは、当時その地域と仲が良かったフランスと手を結び、それがプロイセン＝フランス戦争につながる。これもプロイセン側の勝利に終わりヴィルヘルム１世を王としてヴェルサイユ宮殿でドイツ帝国の成立が宣言される。
【なお、「大ドイツ主義はオーストリア主導のもと行われる」という俗説が出回っているが、前述のとおりオーストリアにとってドイツの統一は不利益にしかならないため、大・小どちらの主義に関わらずドイツの統一にはオーストリアは反対の立場である。よって、「大ドイツ主義はオーストリア主導のもと行われる」は全くの間違いである】

## ドイツ帝国成立とその後
その後、オーストリアはハンガリー人との妥協（アウスグライヒ）によってオーストリア＝ハンガリー帝国となり、加えて産業革命で力をつけ始めたチェコ人や民族主義によってロシア帝国との結びつきを強め始めたスラヴ人などが勢力を伸張し始めると、ゲオルク・フォン・シェーネラーの汎ドイツ運動など大ドイツ主義が再び力を持ち始めた。決定的となったのは第一次世界大戦の敗戦によるオーストリア・ハンガリーの解体で、帝国の解体はオーストリアのアイデンティティを喪失させると共に没落を意味していた。しかし彼らには、ドイツと共にオーストリアもまたドイツ人であると言うアイデンティティが残された。オーストリア単独の国家として独立したことは、再びドイツの統一の機運の高まりであった。しかし戦勝国である連合軍は、この統一運動を大ドイツ主義の再来として危惧し、ドイツ・オーストリアの統一の悲願は、列強によって阻止された（ヴェルサイユ条約などによるアンシュルス禁止）。両国の合併が列強によって阻止された事は、ドイツ・オーストリアの政情を悪化させ、混迷の渦中からナチス・ドイツの台頭を許す結果となった。特に最高指導者ヒトラーは、零落していく母国への帰属意識を持ちきれずにドイツ民族意識を肥大化させたオーストリア人の一人である。